# Château de Baugé
Pour les articles homonymes, voir Baugé (homonymie).
Ne doit pas être confondu avec Château de Baugé (Saint-Cyr-la-Lande).
Le château de Baugé est un monument historique de l'époque médiévale qui s'élève dans la cité de Baugé, sur la commune de Baugé-en-Anjou, dans le département de Maine-et-Loire au cœur de l'Anjou. Il date du XVe siècle et fut construit pour le Roi René, duc d'Anjou, grand amateur de chasse.

## Présentation
Le château de Baugé a été édifié au XVe siècle par le roi René d'Anjou, pour en faire son pavillon de chasse. Situé en centre-ville de cette ville close de l'Anjou, il accueille aujourd'hui un parcours-spectacle retraçant la vie du Roi René. Le premier étage du château présente des thèmes tels que la dynastie des ducs d'Anjou, l'Anjou et l'Europe, la chevalerie et les tournois, l'amour courtois et la Croix d'Anjou, devenue plus tard la Croix de Lorraine. Les combles réaménagés en salle de spectacle permettent de plonger les visiteurs dans un son et lumière qui retrace toute la vie du bon Roi René et l'histoire du château.

## Historique

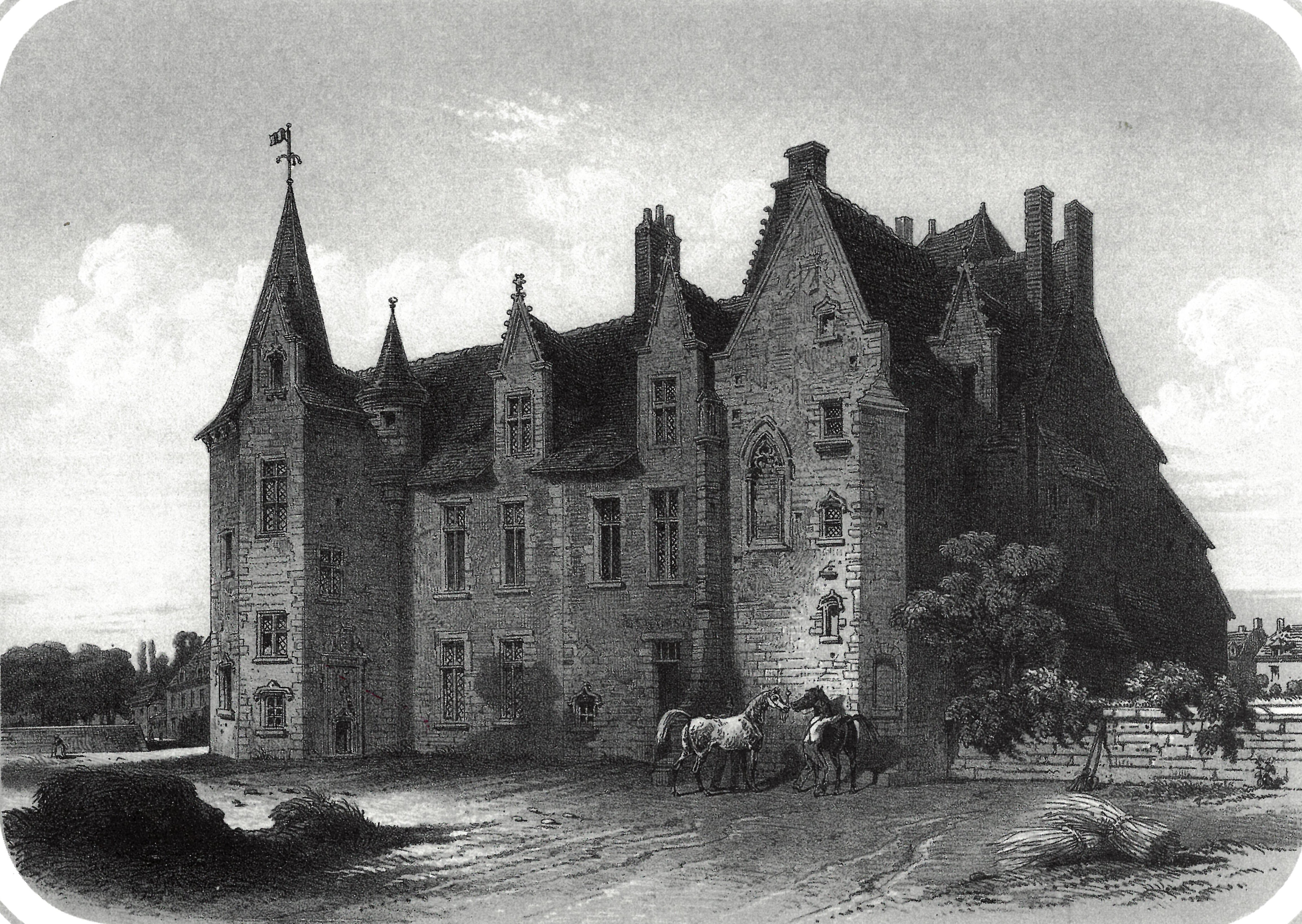
Château de Baugé, dessin de Thomas Drake et lithographie d'Henri Daniaud, 1860.

En 1007, Foulques III Nerra, Comte d'Anjou, entreprend la construction d'une forteresse aux confluents de deux rivières : le Couasnon et l'Altrée. Cette place forte est située sur un éperon rocheux. C'est un site défensif et stratégique qui doit faire face aux éventuelles attaques du Comte de Blois, ennemi de Foulques Nerra.

### Guerre de Cent Ans
Au XVe siècle, Yolande d'Aragon, mère de René d'Anjou entame la construction d'un château, à l'intérieur de la forteresse.
Le 22 mars 1421, l'armée de Thomas de Lancastre, frère cadet d'Henri V d'Angleterre, affronte l'armée franco-écossaise du Dauphin Charles, le futur Charles VII, menée par John Stuart. L'armée franco-écossaise bat les troupes anglaises. Cependant la guerre de Cent Ans n'en finit pas et Yolande d'Aragon préfère brûler son château en 1436 que de le voir tomber aux mains des Anglais.

### Contexte
En 1454, à la fin de la guerre de Cent Ans, René Ierd'Anjou, premier du nom, hérite des ruines du château de sa mère dans la cité du Vieil-Baugé. Ce lieu était encore auréolé par la victoire française lors de la Bataille de Baugé. Il y fait construire un pavillon de chasse aux dimensions d'un manoir seigneural, sur les plans de son architecte Guillaume Robin. Les travaux seront achevés en 1465.

### Successions
En 1480, après la mort du Roi René, l'Anjou est rattaché à la couronne par Louis XI. Le château de Baugé verra se succéder un grand nombre de personnages historiques qui délaisseront ce lieu. Avec le temps, le château se délabre.
Au XIXe siècle, dépendant du département, une partie du château (aile orientale) est affectée à la Gendarmerie et l'autre partie (aile occidentale) devient le siège de la Mairie.
Au XXe siècle, le château change d'occupants, caserne de pompiers, salle de justice, salles municipales et ouverture d'un premier musée en 1905.
Après la Seconde Guerre mondiale, sous la direction des Monuments historiques, les fenêtres à meneaux de la façade sont restaurées.

## Description
Ce pavillon de chasse présente de grandes salles d'honneur destinées à accueillir les convives du roi René. Ces salles étaient desservies par un escalier de pierre, dont la colonne centrale est le point de départ d'une voûte en palmier, unique en Anjou. Huit clefs de voûte armoriées illustrant le blason de l'Anjou, l'étoile de Jérusalem, le blason du royaume d'Aragon, des feuilles de groseillier, les initiales RI qui sont celles du Roi René et de ses épouses Isabelle Ire de Lorraine et Jeanne de Laval. Un oratoire, dit du Roi René, est illuminé par des vitraux datant du XIXe siècle.
Le château est construit de moellons de calcaire et de grès, recouvert d'un enduit au sable et à la chaux.
Pour ses façades et la tourelle d'escalier, ses toits ainsi que plusieurs éléments intérieurs (oratoire, pièces situées à lest, bibliothèque et certaines pièces sous combles), le château de Baugé est classé au titre des monuments historiques par arrêté du 13 avril 1961.
Depuis 2011, la chambre privée du Roi René (avec son mobilier reconstitué : lit à baldaquin, siège, cathèdre, lutrin, meuble bibliothèque) et son oratoire sont accessibles.
Dans La Dame de Monsoreau, Alexandre Dumas fait du château de Beaugé (sic) le lieu d'emprisonnement de Diane de Monsoreau et de sa servante. Il le décrit comme une véritable forteresse (éd. Claude Schopp, Paris, Robert Laffont, coll. "Bouquins", p. 666 et suiv.)

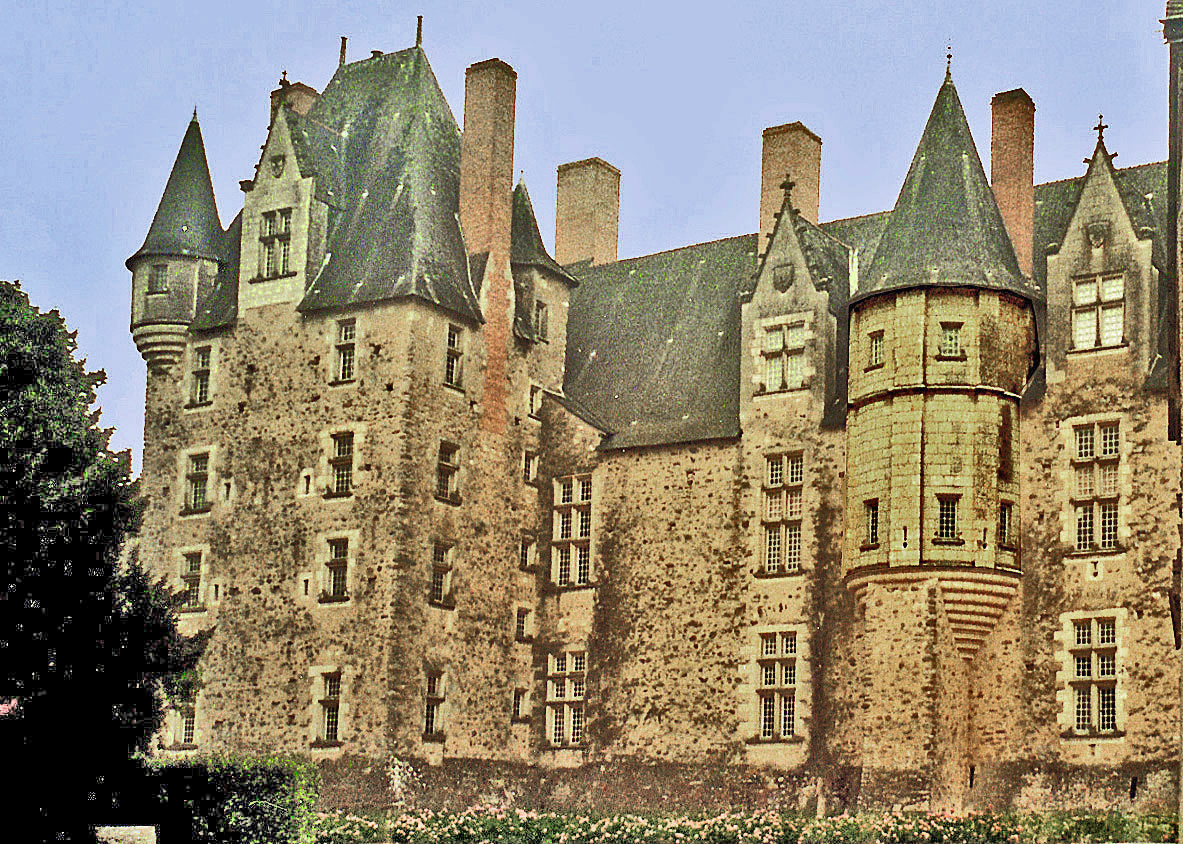
Vue extérieure (2003).
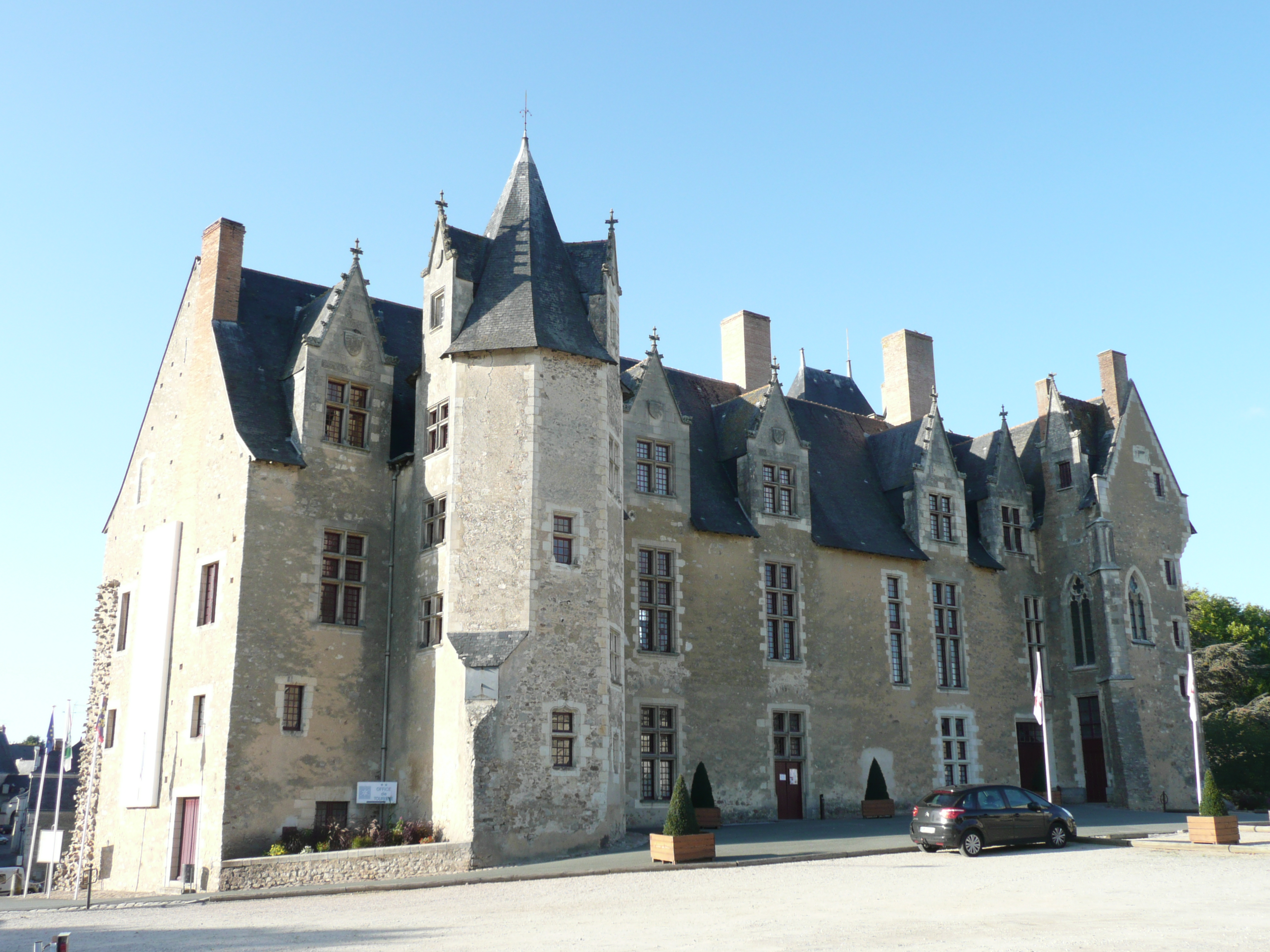
Vue extérieure (2011).
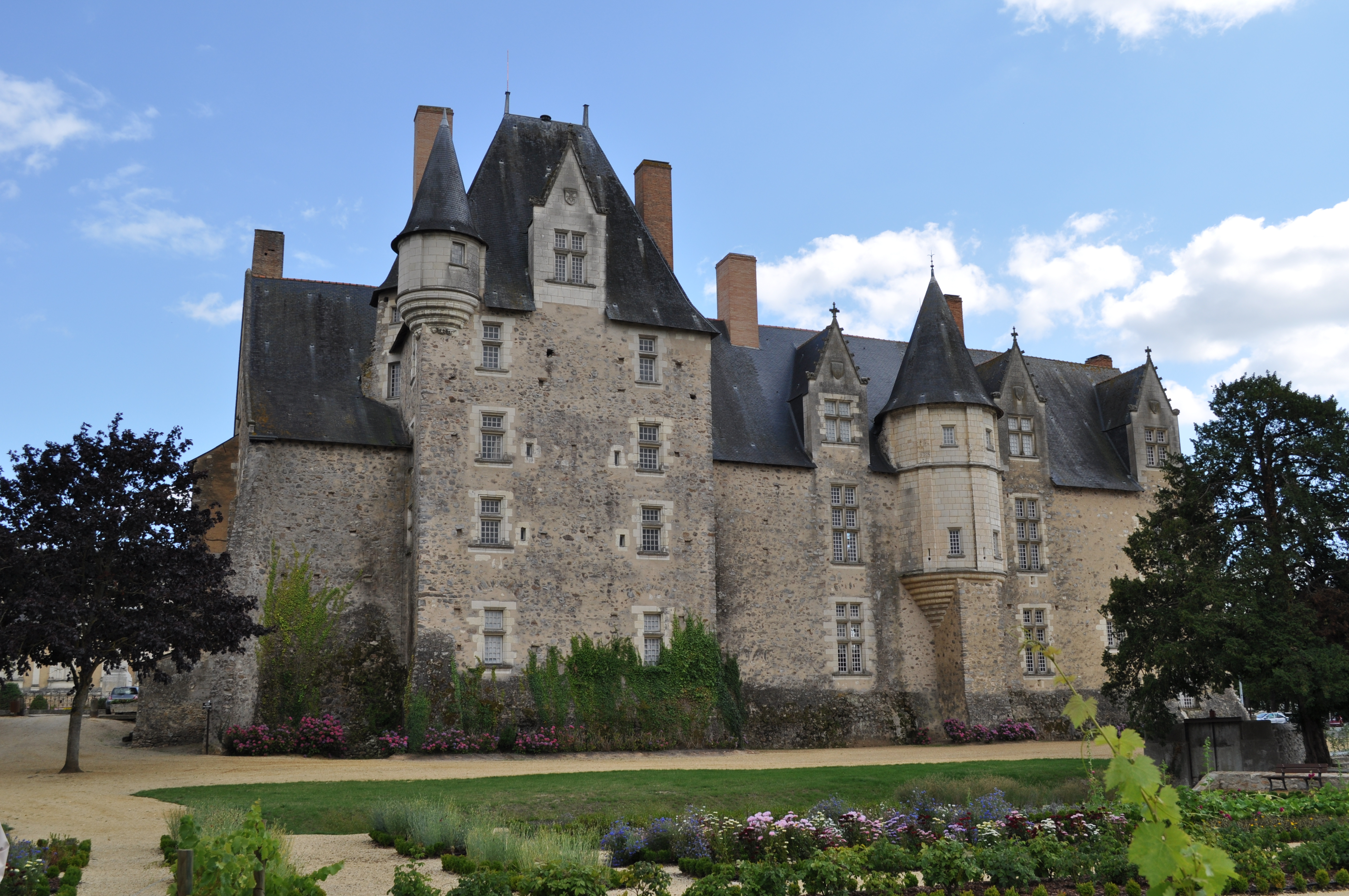
Façade arrière (2011).
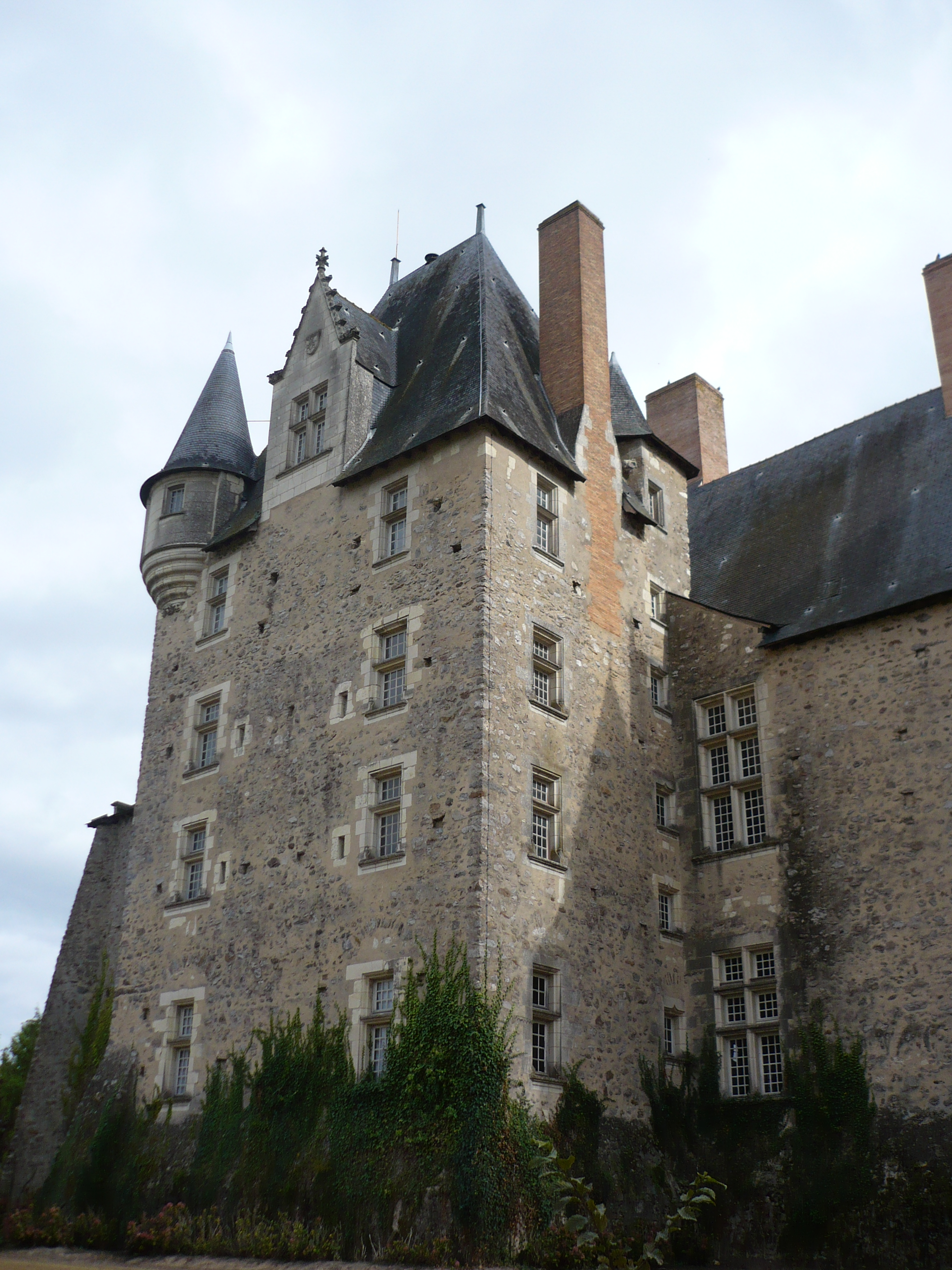
Tour.
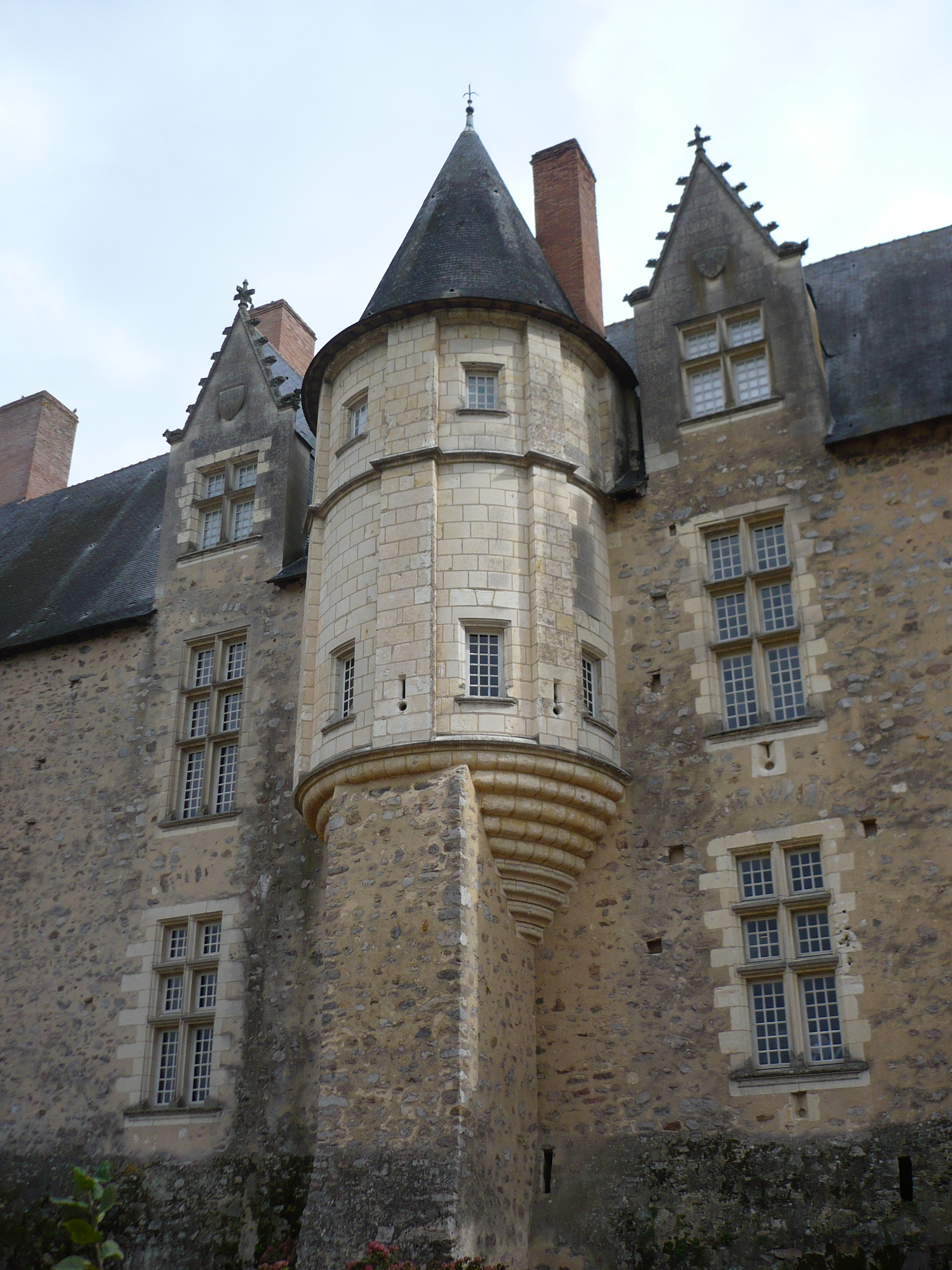
Retrait.
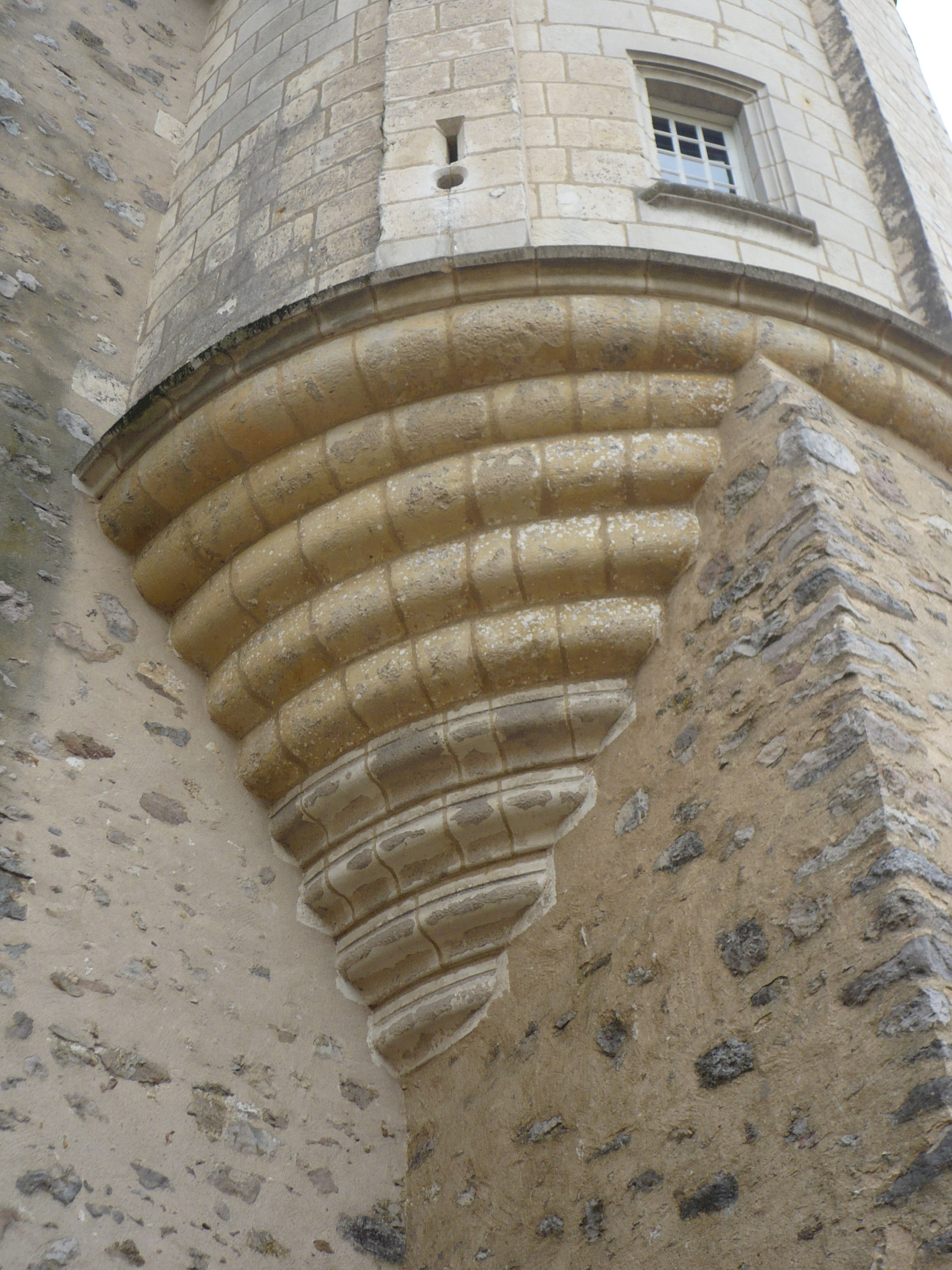
Encorbellement.
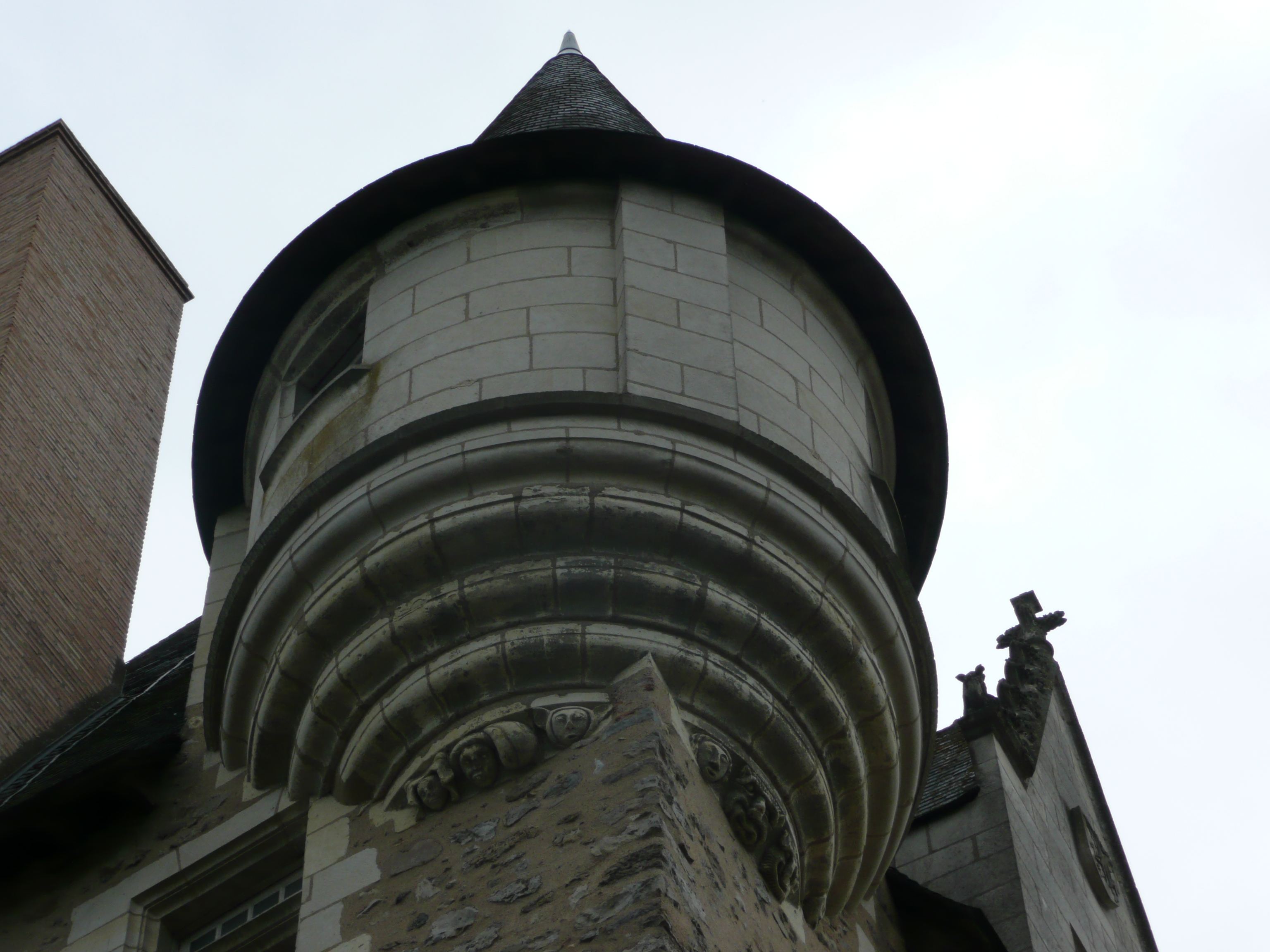
Echaugette.
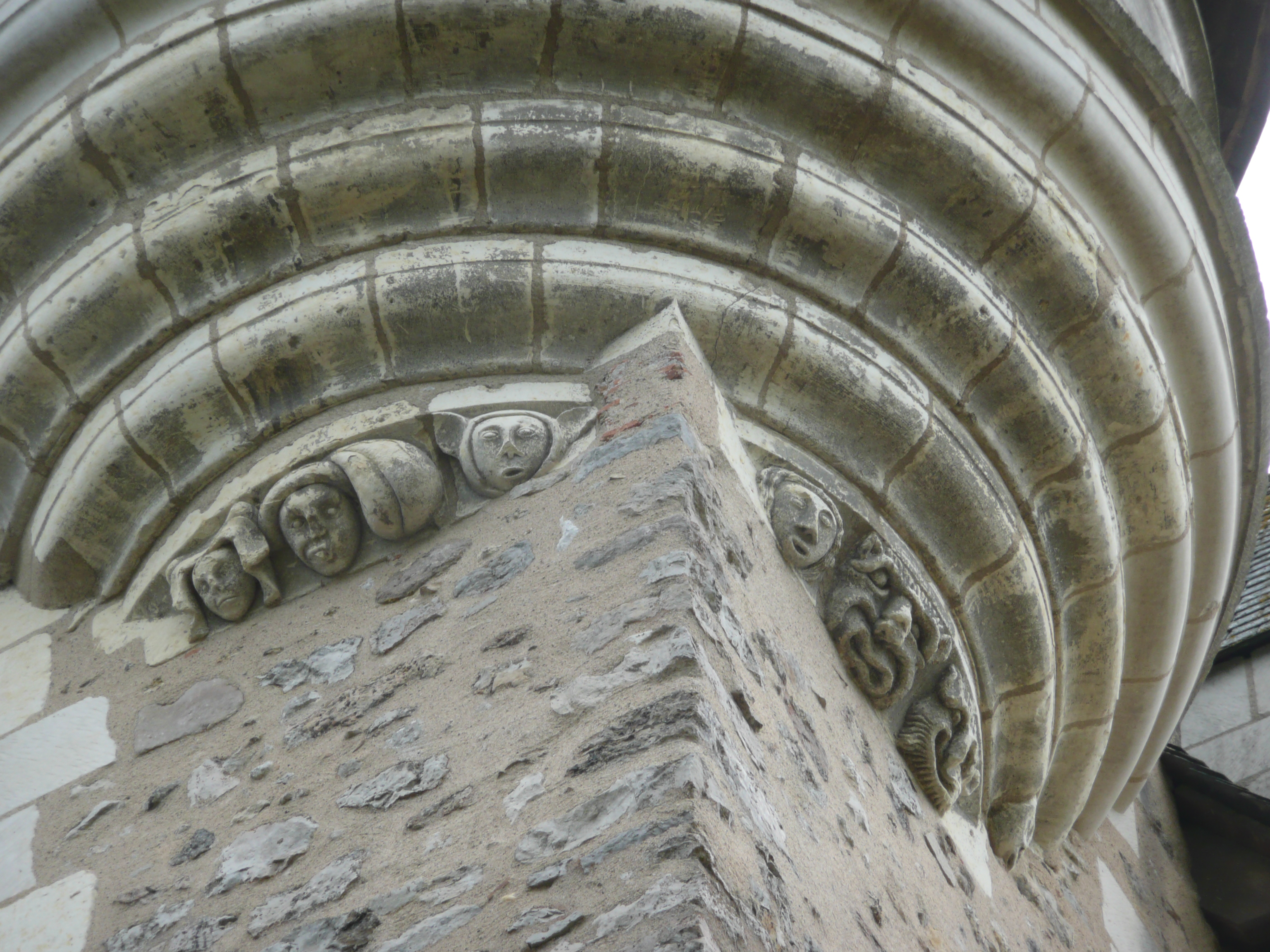
Echaugette (détail).
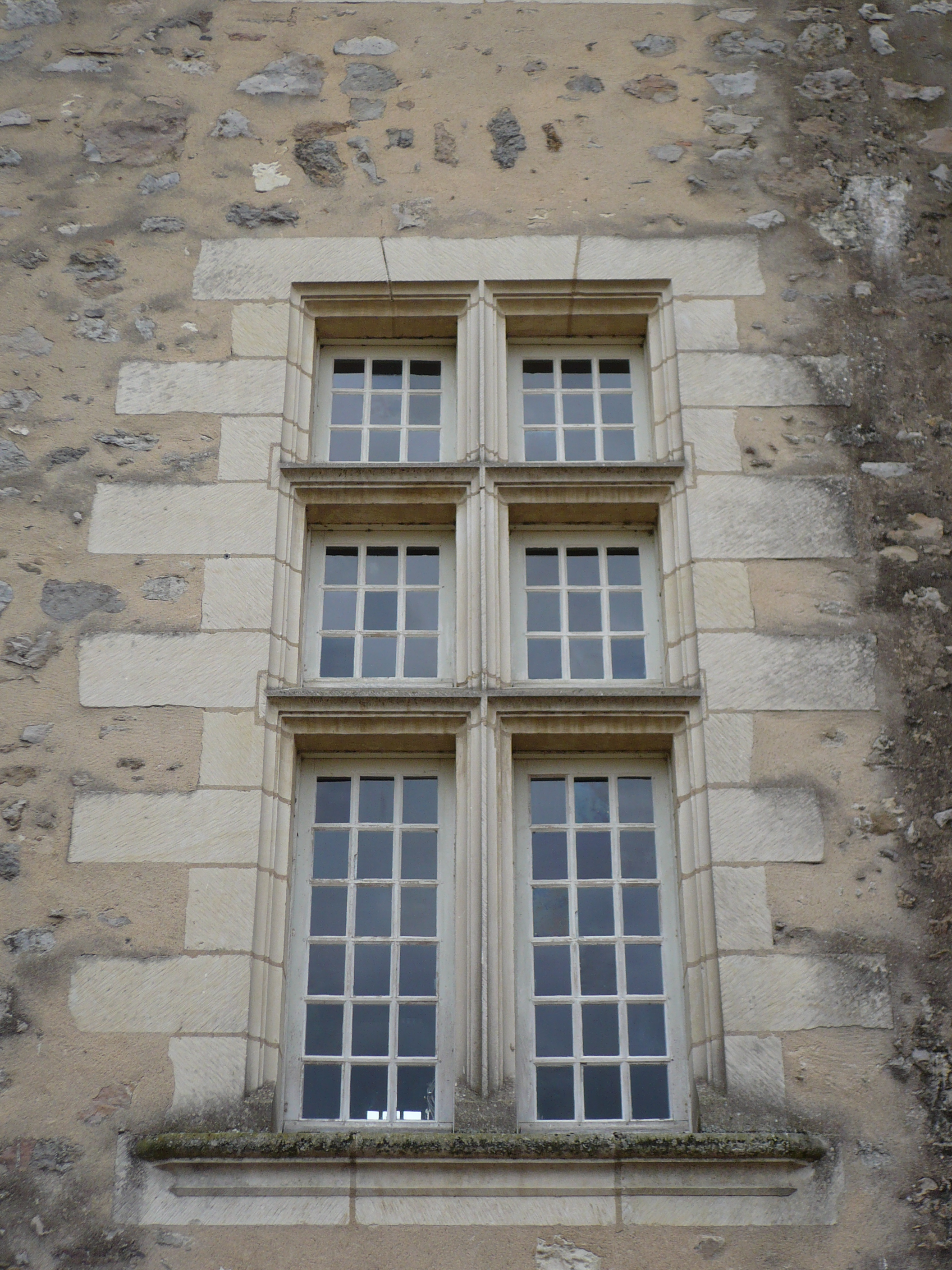
Fenêtre.
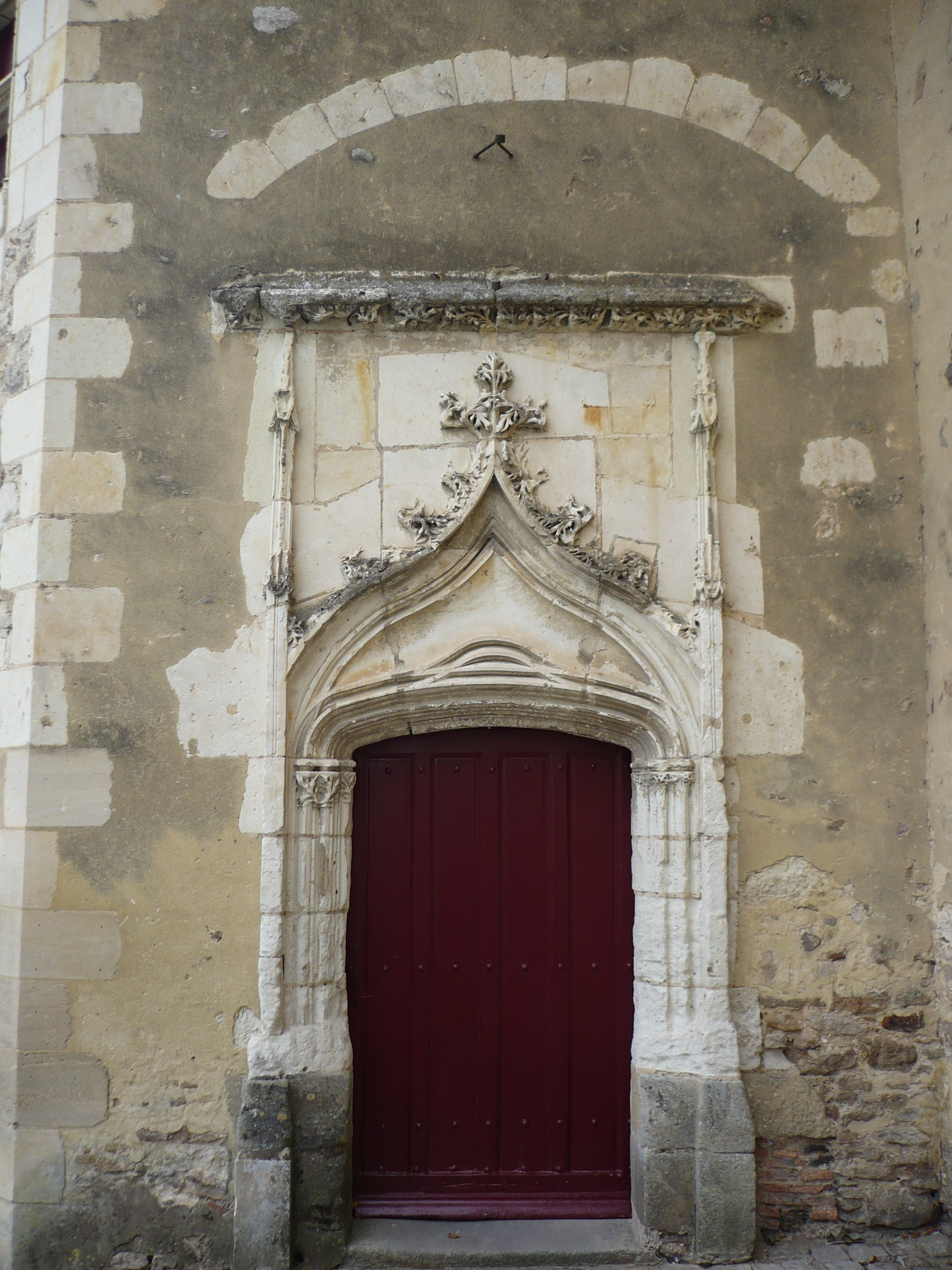
Porte.
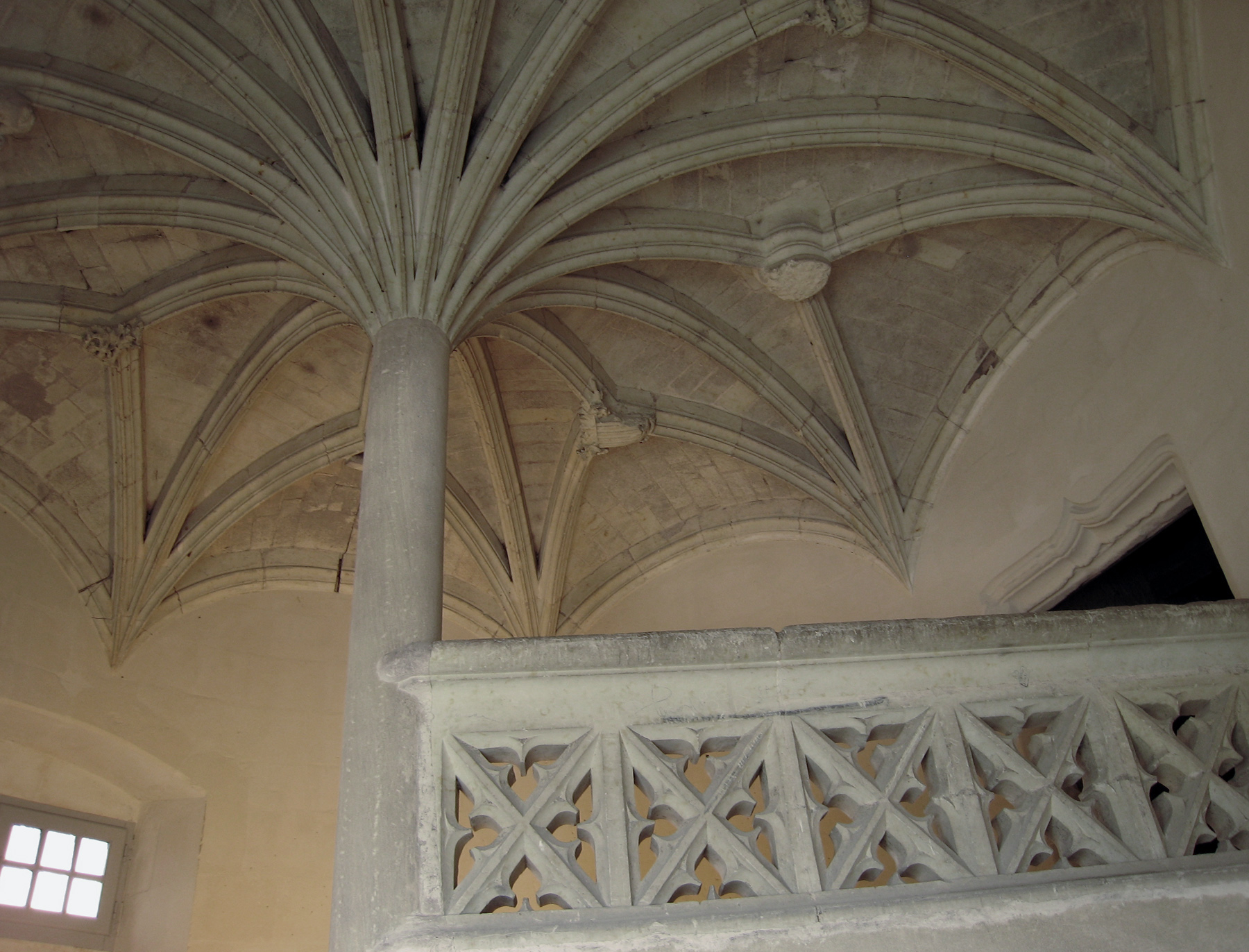
Escalier de pierre à colonne centrale et voûte en palmier.